# Australian Open 1972
Wielkoszlemowy turniej tenisowy Australian Open w 1972 roku rozegrano w Melbourne w dniach od 27 grudnia 1971 do 3 stycznia 1972.

## Zwycięzcy

### Gra pojedyncza mężczyzn
- Ken Rosewall (AUS) - Malcolm Anderson (AUS) 7:6, 6:3, 7:5

### Gra pojedyncza kobiet
- Virginia Wade (GBR) - Evonne Goolagong Cawley (AUS) 6:4, 6:4

### Gra podwójna mężczyzn
- Owen Davidson (AUS)/Ken Rosewall (AUS) - Ross Case (AUS)/Geoff Masters (AUS) 3:6, 7:6, 6:3

### Gra podwójna kobiet
- Helen Gourlay (AUS)/Kerry Harris (AUS) - Patricia Coleman (AUS)/Karen Krantzcke (AUS) 6:0, 6:4

### Gra mieszana
Nie rozegrano turnieju par mieszanych